# Орчард Лејк Вилиџ (Мичиген)
Орчард Лејк Вилиџ (енгл. Orchard Lake Village) град је у америчкој савезној држави Мичиген. По попису становништва из 2010. у њему је живело 2.375 становника.

## Демографија
Према попису становништва из 2010. у граду је живело 2.375 становника, што је 160 (7,2%) становника више него 2000. године.
| Група             | 2000.         | 2010.         |
| Белци             | 2.021 (91,2%) | 1.974 (83,1%) |
| Афроамериканци    | 85 (3,8%)     | 151 (6,4%)    |
| Азијати           | 59 (2,7%)     | 175 (7,4%)    |
| Хиспаноамериканци | 20 (0,9%)     | 27 (1,1%)     |
| Укупно            | 2.215         | 2.375         |